# 애너벨 숄리
애너벨 숄리(Annabel Scholey, 1984년 1월 ~ )는 잉글랜드의 배우이다.

## 출연 작품
- 할리데이 (2014)
- 퍼스널 어페어즈 (2009)